# Jonggat District
Jonggat District (indonesiska: Kecamatan Jonggat) är ett distrikt i Indonesien.   Det ligger i provinsen Nusa Tenggara Barat, i den sydvästra delen av landet, 1 100 km öster om huvudstaden Jakarta. Jonggat District ligger på ön Lombok Island.